# Главни штаб НОВ и ПО Македоније
Од јуна 1941. године, пре организовања Главног штаба, припремама за устанак у Македонији руководили су чланови Војне комисије Методије Шаторов, Коце Стојановски, Бранислав Шикић, Љубомир Лековић и Илија Јакимовски. Од септембра 1941, када су уклоњени пробугарски оријенитсани елементи на челу са Методијем Шаторовим, припреме за устанак је наставио Покрајински војни штаб, чији су чланови били Лазар Колишевски, Михаило Апостолски, Мирче Ацев, Страшо Пинџур, Цветко Узуновски, Трајко Бошкоски, Перо Иваноски, Кузман Јосифовски и Иван Дојчинов. Као помоћ Покрајинском војном штабу, деловао је Оперативни војни штаб, чији су чланови били Перо Иваноски, Трајко Бошкоски, Киро Крстески и Стив Наумов.
Покрајински војни штаб прерастао је, јуна 1942. године, у Главни штаб народно-ослободилачких партизанских одреда Македоније, у чијем су саставу били Цветко Узуновски, Михаило Апостолски, Мирче Ацев, Страшо Пинџур и Љупчо Арсов, а касније су у Штаб били кооптирани Кузман Јосифовски и Стив Наумов. Главни штаб је руководио дејствовањем и организовањем Народноослободилачког покрета у Македонији, реорганизовао месне војне штабове и од октобра 1942. године издавао „Билтен“, те многе друге активности.
Марта 1943. године, ГШ НОПО Македоније прерастао је у Главни штаб Народноослободилачке војске и партизанских одреда Македоније, чији су чланови били Михаило Апостолски као командант Главног штаба, Цветко Узуновски политички комесар и Страхил Гигов као заменик политичког комесара. Каснији политкомесари Главног штаба били су Бане Андрејев и Борко Темелковски, а заменик команданта Панче Неделковски.
До ослобођења Македоније у новембру 1944. године, састав Главног штаба мењао се неколико пута. Међутим, Михаило Апостолски био је командант Главног штаба Македоније све до спајања свих Главних штабова 1945. године.
Ради ефикаснијег руковођења Народноослободилачким покретом, Главни штаб Македоније поделио је своју територију на пет Оперативних зона, на чијем су челу били Оперативни штабови. Након Преспанског састанка Централног комитета Комунистичке партије Македоније, 2. августа 1943. године, седиште војно-политичког руководства налазило се у селу Црвена Вода на слободној територији Дебарце.
Главни штаб Македоније септембра 1943. године именовао је референта за верска питања, попа Вељу Манчевског и референта за просвету, Петра Богданова, октобра издао Манифест о коначним циљевима Народноослободилачке војске, формирао батаљоне и бригаде 1943, те дивизије и корпусе, 1944. године, у склопу завршних операција за ослобођење Македоније. У октобру и новембру 1944. године, на подручју Македоније деловало је око 64.000 бораца НОВЈ.
Новембра 1944. године, Главни штаб НОВ и ПО Македоније преименован је у Главни штаб НОВ и ПО Југославије за Македонију. Под тим именом је деловао до фебруара 1945. године, када је по наредби Врховног штаба НОВ и ПО Југославије преименован у Главни штаб Југословенске армије за Македонију. Штаб је укинут у мају 1945. године, по завршетку рата у Југославији.

## Галерија
- Акције партизанских одреда 3. оперативне зоне у јуну 1942. године